# Strale
Strale var en italiensk jagare av Freccia-klass som byggdes för Regia Marina  i början av 1930-talet. Fartyget byggdes av Odero i Sestri Ponente och sjösattes den 26 mars 1931. Under andra världskriget rammade Strale och sänkte den brittiska ubåten Odin tillsammans med jagaren Baleno den 14 juni 1940. Hon strandade i närheten av Kap Bon den 21 mars 1942 och besköts senare med torpeder från den brittiska ubåten Turbulent.